# Azovi járás
Az Azovi járás (oroszul: Азовский муниципальный район) Oroszország egyik járása a Rosztovi területen. Székhelye Azov.

## Népesség
- 1989-ben 83 383 lakosa volt.
- 2002-ben 92 568 lakosa volt.
- 2010-ben 93 579 lakosa volt, melyből 83 464 orosz, 1 995 örmény, 1 471 török, 1 316 ukrán, 1 167 koreai, 927 cigány, 339 udin, 289 azeri, 281 fehérorosz, 221 tatár, 200 grúz, 130 német, 128 kurd, 119 caur, 104 lezg, 97 moldáv, 66 görög, 60 dargin, 59 tabaszaran, 57 üzbég, 55 mordvin, 49 oszét, 44 mari, 37 asszír, 37 avar, 32 rutul, 31 csecsen, 31 csuvas, 30 udmurt, 28 kazah, 27 baskír stb.